# Секст Афраній Бурр
Секст Афраній Бурр (лат. Sextus Afranius Burrus; початок I ст. — 62) — префект преторія з 51 по 62 рік, радник римського імператора Нерона. Разом із філософом Сенекою мав великий вплив на імператора у перший період його правління. Помер 62 року, за чутками, від отруєння, спланованого Нероном.

## Біографія
Бурр походив, ймовірно, із міста Вазіо (лат. Vasio) в Нарбонській Галлії (сучасне французьке Везон-ла-Ромен) в землі племені вокотоніїв і належав до стану вершників. Син Секста Афранія. Точна дата народження префекта невідома, але це приблизно початок I століття. Відомо, що він недовго служив в армії і, можливо, займав посаду військового трибуна. Бурр мав незначний фізичний недолік — пошкоджену руку. Після звільнення з армії був прокуратором (управителем) господарства Лівії Августи, вдови імператора Октавіана Августа. Згодом займав різні цивільні посади при Тиберію, Клавдію і, скоріш за все, при Калігулі. Мав репутацію чесного і непідкупного прихильника принципату.

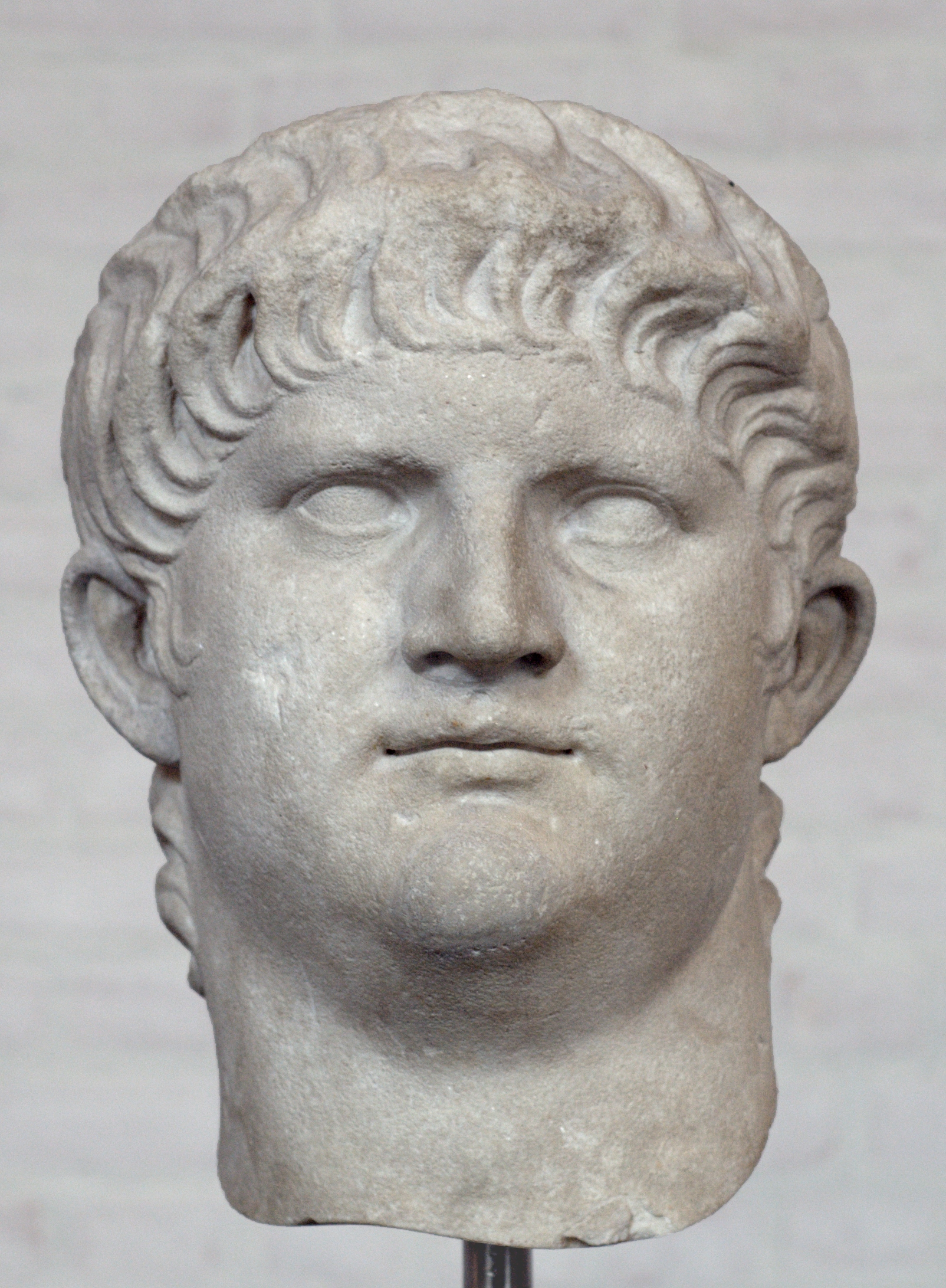
Імператор Нерон

Достеменно невідомо, коли Бурр познайомився із Агріппіною Молодшою, проте він справив вплив на неї. 51 року вона, будучи дружиною імператора Клавдія, домоглася призначення Бурра на посаду префекта преторія. Попри те, що зазвичай цю посаду обіймали дві людини одночасно, новий префект працював сам. Бурр забезпечив лояльність преторіанців при вступі сина Агріппіни Нерона на трон у 54 році. У перші роки правління нового імператора Бурр тісно співпрацював із його матір'ю, але згодом вона була усунена від реальної влади. Бурр із Сенекою отримали майже необмежений вплив при молодому Нероні. Історики розцінюють їх фактичне правління як розсудливе і розумне.
Бурра двічі звинувачували у змовах проти Нерона, але обидва рази префект не був засуджений. Першого разу йому поставили в провину бажання звести на престол нащадка Октавіана Августа Рубеллія Плавта. Вдруге йшлося про участь Бурра у змові з метою привести до влади Фавста Корнелія Суллу, проте імператор не повірив доносу і відправив його автора у заслання. Довіра Нерона до Бурра була дуже великою: Тацит пише, що «Бурр, хоча і вважався підсудним, висловив свою думку разом з суддями».
59 року Агріппіна була вбита за наказом Нерона. Бурр не висловив заперечення цьому вчинку, хоча і не допомагав імператору — виконавцями убивства були офіцери флоту, а не преторіанці. Після цього вплив Бурра і Сенеки почав поступово зменшуватися. Відомо, що префект преторія виступав проти розірвання шлюбу Нерона з Октавією, якого імператор дуже сильно хотів.
62 року Бурр помер. Офіційною причиною була названа пухлина в горлі, утім Светоній пише, що насправді смерть префекта спричинила отрута, яку Нерон надіслав у вигляді ліків. Ця версія смерті вбачається істориками найбільш імовірною. За словами Тацита, у Римі жаліли за померлим, пам'ятаючи його добру славу. Незабаром після смерті Бурра втратив вплив і пішов у відставку Сенека, через три роки він був змушений покінчити життя самогубством. Наступниками Афранія Бурра на посаді префекта преторія стали Феній Руф і Гай Софоній Тигеллін. Політика імператора стала набагато жорстокішою.